# Industrie en Tunisie
 (août 2017).
Le secteur de l'industrie en Tunisie contribue pour 30 % du PIB national et 32,5 % de la population active en 2007.
Pour André Wilmots, la Tunisie « fait partie de la poignée de nations du monde en développement qui a su tirer profit de la vague du redéploiement d’activités Nord-Sud » en se positionnant à temps, en créant l’infrastructure nécessaire et en établissant sa réputation sur le plan des délais et de la qualité. En effet, dans les années 1950, le tissu industriel est presque inexistant et les produits qui viennent de France payant un droit de douane faible voire inexistant empêchent la production locale de se développer. Désormais, le secteur de l’industrie, qui regroupe l’industrie non manufacturière (mines, énergies, électricité et BTP) et surtout l’industrie manufacturière (agroalimentaire, textiles et cuirs, matériaux de construction, verre, plastique, produits mécaniques, électriques, électroniques et chimiques, bois, etc.), produit des produits manufacturés représentant 82 % des exportations totales en 1998.
| Activité industrielle                                                    | PIB (millions de dinars) | Part du secteur |
| ------------------------------------------------------------------------ | ------------------------ | --------------- |
| Mines, énergie, électricité et eaux                                      | 3 228,7                  | 57,7 %          |
| Construction et travaux publics                                          | 2 368,6                  | 42,3 %          |
| Total pour l’industrie non manufacturière                                | 5 597,4                  | 14 %            |
| Textiles et cuirs                                                        | 2 046,8                  | 26,6 %          |
| Industries agroalimentaires                                              | 1 387,7                  | 18 %            |
| Industries mécaniques et électriques                                     | 1 739,5                  | 22,6 %          |
| Industries des matériaux de construction et du verre                     | 799,6                    | 10,4 %          |
| Industries chimiques                                                     | 765,3                    | 10 %            |
| Autres (emballages, papiers, bois, plastiques, etc.)                     | 958,4                    | 12,4 %          |
| Total pour l’industrie manufacturière                                    | 7 697,3                  | 19,2 %          |
| Sources : Ministère du développement et de la coopération internationale |                          |                 |

## Industrie manufacturière
Pour l’industrie manufacturière, la Tunisie est le premier exportateur industriel d’Afrique en valeur absolue — elle est ainsi passée devant l’Afrique du Sud en 1999 — alors que près de 70 % des exportations du secteur sont le fait d’entreprises bénéficiant depuis 1972 d’un statut offshore leur donnant le droit de travailler pour le marché européen. Les secteurs du textile et de l’agroalimentaire représentent 50 % de la production et 60 % de l’emploi de l’industrie manufacturière.

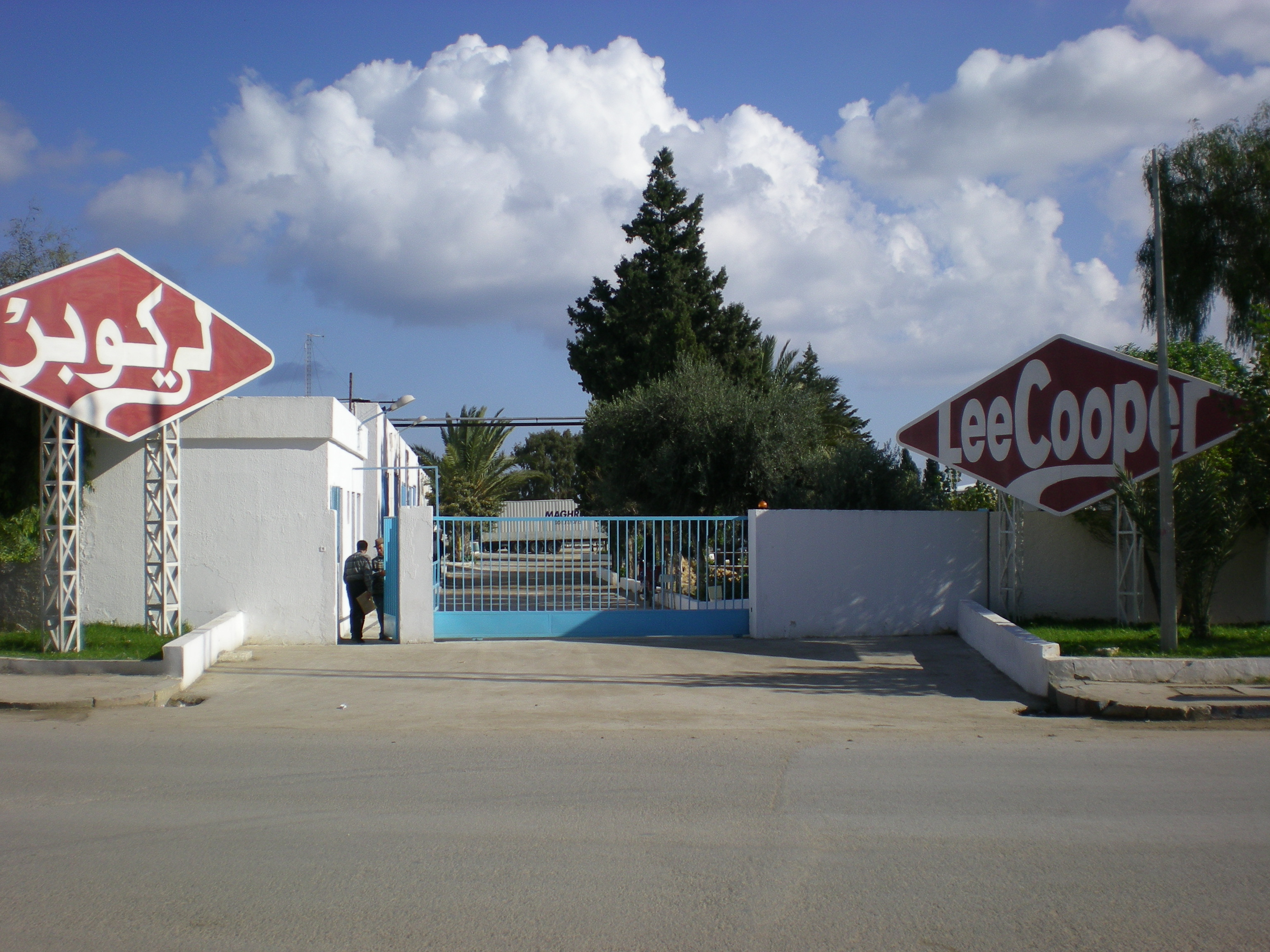
Usine Lee Cooper à Ras Jebel

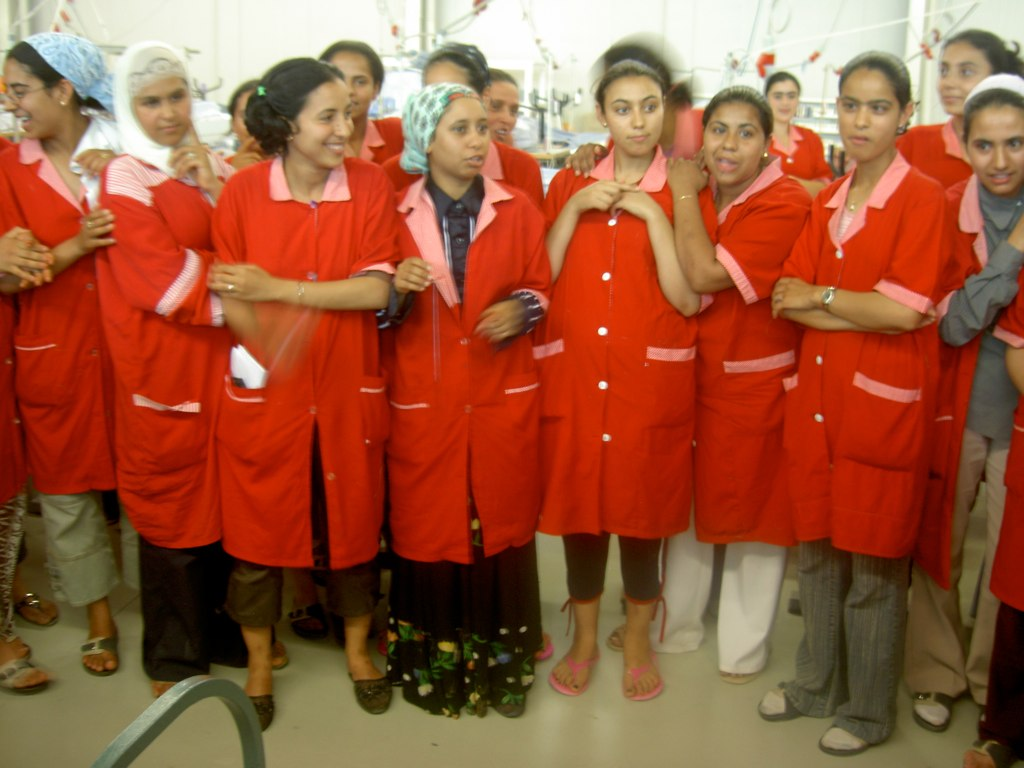
Ouvrières d’une usine textile près de Tunis

Après avoir cru à un rythme annuel de 2,1 % entre 2000 et 2005, l’industrie tunisienne fait face à la concurrence étrangère : l’élargissement de l’Union européenne à l’Europe de l’Est, la fin des accords multifibres qui contingentaient les importations de textile en provenance de Chine et d’Inde notamment et la mise en place d’une zone de libre-échange avec l’Union européenne le 1er janvier 2008 abolissent la plupart des avantages dont bénéficient jusque-là les entreprises. Plusieurs programmes de modernisation et de mise à niveau des entreprises entendent dès lors adapter le secteur à la concurrence internationale : le Programme de mise à niveau est lancé en 1996 et renforcé en 2002 par le Programme de modernisation industrielle, en partie subventionné par l’Union européenne, qui bénéficient aussi bien aux entreprises tunisiennes qu’aux entreprises étrangères implantées sur place. À la fin 2007, près de 4 000 entreprises, principalement dans les secteurs de la construction (21 %) mais aussi dans le textile, la mécanique, l’électrique et l’électronique et l’agroalimentaire (19 % chacun), ont ainsi investi plus de 4,3 milliards de dinars. L’autre solution est la diversification, notamment par les exportations de produits mécaniques, électriques et électroniques qui sont passés de 100 millions de dinars à 5,28 milliards entre 1996 et 2008. Les quelque 550 entreprises du secteur, dont Alcatel-Lucent, Zodiac ou Latécoère investissent ou sous-traitent en profitant d’une main-d’œuvre qualifiée et bon marché. Dans le même temps, le pays détient déjà 2 % du marché mondial de la confection de câbles avec l’implantation en 2008 des groupes Dräxlmaier, Kromberg & Schubert, Sewon et Sumitomo Electric Bordnetze (potentiel de 14 900 emplois).
Principal secteur potentiellement menacé, le textile représente en 2005 plus de 40 % des exportations tunisiennes et plus de 46 % des emplois industriels du pays (occupés à 80 % par des femmes). Après une croissance soutenue (+10 %) entre 1997 et 2001, la production est désormais stable car le niveau des salaires pèse lourdement : un ouvrier tunisien gagne chaque mois entre 115 et 130 euros (pour 40 à 48 heures de travail hebdomadaire) quand un ouvrier chinois perçoit entre 50 et 60 % de moins. Quatrième fournisseur de l’Union européenne en produits textiles, elle était jusqu’en 2002 le premier fournisseur de la France avant d’être surclassée par la Chine en 2003. Alors que la Banque mondiale estimait alors qu’un tiers des 250 000 emplois du secteur étaient menacés, les délais de production et de livraison, les petites séries et les réassortiments restent un élément de décision important pour les fabricants européens, comme l’illustre le groupe Benetton qui fabrique plus du tiers de sa production mondiale en Tunisie. Ainsi, le pays a réussi à se spécialiser dans la lingerie féminine (un soutien-gorge sur trois en France est de fabrication tunisienne). De fait, l’année 2006 n’a vu qu’un léger tassement de 4 % de la production.

## Implantation géographique
D'après les statistiques délivrées par l'Institut national de la statistique et actualisées en 2005[réf. nécessaire], la population active des branches de l'industrie manufacturière se répartit comme suit :
| Rang | Gouvernorat                | Actifs de l'industrie manufacturière | Population active | Part   | Villes ayant plus de 5000 emplois dans l'ind. manuf. |
| ---- | -------------------------- | ------------------------------------ | ----------------- | ------ | ---------------------------------------------------- |
| 1    | Gouvernorat de Sfax        | 69 027                               | 254 700           | 27,1 % | Sfax, Sakiet Eddaïer, Sakiet Ezzit, Thyna            |
| 2    | Gouvernorat de Monastir    | 65 951                               | 156 323           | 42,1 % | Moknine, Jemmal, Monastir, Ksar Hellal, Bembla       |
| 3    | Gouvernorat de Nabeul      | 63 140                               | 239 723           | 26,3 % | Grombalia, Nabeul, Korba, Kélibia                    |
| 4    | Gouvernorat de Tunis       | 53 044                               | 312 372           | 16,9 % | Tunis                                                |
| 5    | Gouvernorat de Sousse      | 49 493                               | 171 949           | 28,7 % | Sousse, M'saken, Kalâa Kebira                        |
| 6    | Gouvernorat de Ben Arous   | 40 852                               | 159 485           | 25,6 % | Fouchana, El Mourouj                                 |
| 7    | Gouvernorat de Bizerte     | 40 582                               | 149 702           | 27,1 % | Bizerte, Menzel Bourguiba, Ras Jebel                 |
| 8    | Gouvernorat de l'Ariana    | 25 877                               | 137 060           | 18,9 % | La Soukra, Ettadhamen                                |
| 9    | Gouvernorat de la Manouba  | 21 410                               | 98 103            | 21,8 % | Douar Hicher                                         |
| 10   | Gouvernorat de Mahdia      | 19 723                               | 105 140           | 18,7 % |                                                      |
| 11   | Gouvernorat de Gabès       | 16 429                               | 88 835            | 18,5 % | Gabès                                                |
| 12   | Gouvernorat de Zaghouan    | 12 212                               | 45 523            | 26,8 % |                                                      |
| 13   | Gouvernorat de Kairouan    | 11 654                               | 127 090           | 9,1 %  | Kairouan                                             |
| 14   | Gouvernorat de Béja        | 7926                                 | 90 752            | 8,7 %  |                                                      |
| 15   | Gouvernorat de Kasserine   | 7645                                 | 93 779            | 8,1 %  |                                                      |
| 16   | Gouvernorat de Jendouba    | 6400                                 | 114 499           | 5,6 %  |                                                      |
| 17   | Gouvernorat de Gafsa       | 5969                                 | 71 266            | 8,4 %  |                                                      |
| 18   | Gouvernorat de Sidi Bouzid | 5305                                 | 102 129           | 5,2 %  |                                                      |
| 19   | Gouvernorat du Kef         | 5191                                 | 63 413            | 8,2 %  |                                                      |
| 20   | Gouvernorat de Siliana     | 4840                                 | 77 620            | 6,2 %  |                                                      |
| 21   | Gouvernorat de Médenine    | 4812                                 | 110 266           | 4,3 %  |                                                      |
| 22   | Gouvernorat de Tataouine   | 2840                                 | 28 855            | 9,8 %  |                                                      |
| 23   | Gouvernorat de Tozeur      | 2117                                 | 26 325            | 8 %    |                                                      |
| 24   | Gouvernorat de Kébili      | 1815                                 | 31 371            | 5,8 %  |                                                      |

On constate ainsi la concentration de l'emploi industriel dans les gouvernorats du littoral oriental avec un maximum, en termes absolus, pour le gouvernorat de Sfax (près de 70 000 emplois soit 12,7 % de l'industrie manufacturière en Tunisie), et, en termes relatifs, pour le gouvernorat de Monastir (42,1 % de la population active).

## Investissements étrangers
Par ailleurs, sur les quelque 10 000 entreprises industrielles que compte le pays et qui représentent quelque 550 000 postes, plus de 2 000 sont partiellement ou en totalité en mains européennes, : 
- France : 752 ;
- Italie : 466 ;
- Allemagne : 150 ;
- Belgique : 140.